# 695년

## 연호
- 무주(武周) 증성(証聖) 원년 / 천책만세(天冊萬歲) 원년 / 만세등봉(萬歲登封) 원년

## 기년
- 무주(武周) 측천황제(則天皇帝) 6년
- 신라(新羅) 효소왕(孝昭王) 4년

## 사건
이진충이난은일으킴

## 문화
- 주의 천책만세의 연호는 신라에서 쓰지 않는다.